# Wait (Maroon 5)
Wait è un singolo del gruppo musicale statunitense Maroon 5, pubblicato il 31 ottobre 2017 come terzo estratto dal sesto album in studio Red Pill Blues.

## Video musicale
Un primo videoclip per il brano è stato pubblicato il 17 gennaio 2018 attraverso il canale YouTube del gruppo, in cui lo stesso appare con gli effetti del social network Snapchat.
L'8 febbraio 2018 è stato pubblicato un secondo videoclip girato da David Meyers e che vede protagonisti il frontman Adam Levine e l'attrice Alexandra Daddario.

## Tracce
1. Wait – 3:10 (Adam Levine, Jacob Kasher Hindlin, John Ryan, Ammar Malik)

## Formazione
Gruppo
- Adam Levine – voce
- James Valentine – chitarra
- Jesse Carmichael – chitarra
- Mickey Madden – basso
- PJ Morton – tastiera
- Sam Farrar – tastiera; voce e percussioni aggiuntive
- Matt Flynn – batteria, percussioni

Altri musicisti
- John Ryan – programmazione, chitarra, voce aggiuntiva
- Noah "Mailbox" Passovoy – tastiera; voce e percussioni aggiuntive
- Shawn Tellez – percussioni aggiuntive
- Ammar Malik – voce aggiuntiva

Produzione
- Jacob "J Kash" Hindlin – produzione esecutiva
- Adam Levine – produzione esecutiva
- John Ryan – produzione, produzione parti vocali
- Noah "Mailbox" Passovoy – produzione aggiuntiva, produzione parti vocali, ingegneria del suono, montaggio digitale
- Eric Eylands – ingegneria del suono, assistenza tecnica
- John Armstrong – assistenza tecnica
- Șerban Ghenea – missaggio
- John Hanes – assistenza al missaggio
- Randy Merrill – mastering

## Classifiche
| Classifica (2017) | Posizione massima |
| ----------------- | ----------------- |
| Portogallo        | 74                |
| Svezia            | 57                |